# Margareta Teodorescu
Margareta Teodorescu est une joueuse d'échecs roumaine née le 13 avril 1932 à Bucarest et morte le 22 janvier 2013 dans la même ville. Elle fut candidate au championnat du monde féminin en 1964 et remporta deux médailles d'argent lors des olympiades d'échecs féminine.

## Biographie et carrière
Margareta Teodorescu est née à Bucarest en avril 1932. Elle obtint le titre de maître international féminin en 1964 et celui de grand maître international féminin à titre honoraire en 1985.
Elle remporta le championnat de Roumanie à trois reprises : en 1959, en 1968, 1969 et 1974,.
Margareta Teodorescu représenta la Roumanie lors de la première olympiade d'échecs féminine en 1957, marquant 9 points sur 14 et remportant la médaille d'argent par équipe avec la Roumanie (elle jouait au deuxième échiquier), puis des olympiades féminines de 1963 (la Roumanie finit quatrième de la compétition) et de 1974 (elle marqua 2 points sur 3 comme échiquier de réserve et remporta la médaille d'argent par équipe). En 1957, lors de la finale de l'olympiade féminine, la Roumanie finit à égalité de points avec l'équipe soviétique qui fut déclarée vainqueur après un match de départage.
Lors des cycles des championnats du monde féminins, elle finit dixième du tournoi zonal de Cracovie en février 1957 avec 5,5 points sur 12. Elle remporta le tournoi zonal d'Europe de l'Est à Łódź en 1963, ce qui la qualifiat pour le tournoi des candidates disputé l'année suivante.  Elle finit quatorzième ex æquo (parmi les 18 participantes) du tournoi des candidates disputé à Sukhumi en septembre-octobre 1964. En 1969, elle finit cinquième ex æquo du tournoi zonal de Veselí nad Moravou. En 1972, elle fut septième du tournoi zonal de Wijk aan Zee, puis elle termina onzième du tournoi zonal de Pula en septembre 1975.